# Liste der Biografien/Horh
Liste der Biografien |
Portal Biografien |
Personensuche
# |
A |
B |
C |
D |
E |
F |
G |
H |
I |
J |
K |
L |
M |
N |
O |
P |
Q |
R |
S |
T |
U |
V |
W |
X |
Y |
Z |
?
 
Ha |
Hd |
He |
Hi |
Hj |
Hk |
Hl |
Hm |
Hn |
Ho |
Hr |
Hs |
Ht |
Hu |
Hv |
Hw |
Hy
 
Hoa |
Hob |
Hoc |
Hod |
Hoe |
Hof |
Hog–Hok |
Hol |
Hom |
Hon |
Hoo |
Hop |
Hoq |
Hor |
Hos |
Hot |
Hou |
Hov |
How |
Hox |
Hoy |
Hoz
 
Hora |
Horb |
Horc |
Hord |
Hore |
Horf |
Horg |
Horh |
Hori |
Horj |
Hork |
Horl |
Horm |
Horn |
Horo |
Horp |
Horr |
Hors |
Hort |
Horu |
Horv |
Horw |
Horx |
Hory |
Horz
Die Liste der Biografien führt alle Personen auf, die in der deutschsprachigen Wikipedia einen Artikel haben. Dieses ist eine Teilliste mit 8 Einträgen von Personen, deren Namen mit den Buchstaben „Horh“ beginnt.

## Horh

### Horha
- Hörhager, Felix (* 1968), deutscher Medienkünstler, Kommunikationsdesigner und Fotograf
- Hörhager, Heinz (* 1966), österreichischer Rundfunkmoderator
- Hörhager, Lisa (* 2001), österreichische Skirennläuferin
- Hörhager, Raymund (1910–1992), deutscher Journalist und Auslandskorrespondent
- Hörhammer, Edelbert (1935–2012), 37. Abt der Benediktinerabtei Ettal
- Hörhammer, Manfred (1905–1985), deutscher Kapuzinerpater und Mitbegründer von Pax Christi
- Hörhan, Gerald (* 1975), österreichischer Unternehmer und AutorGerald Hörhan (* 1975)

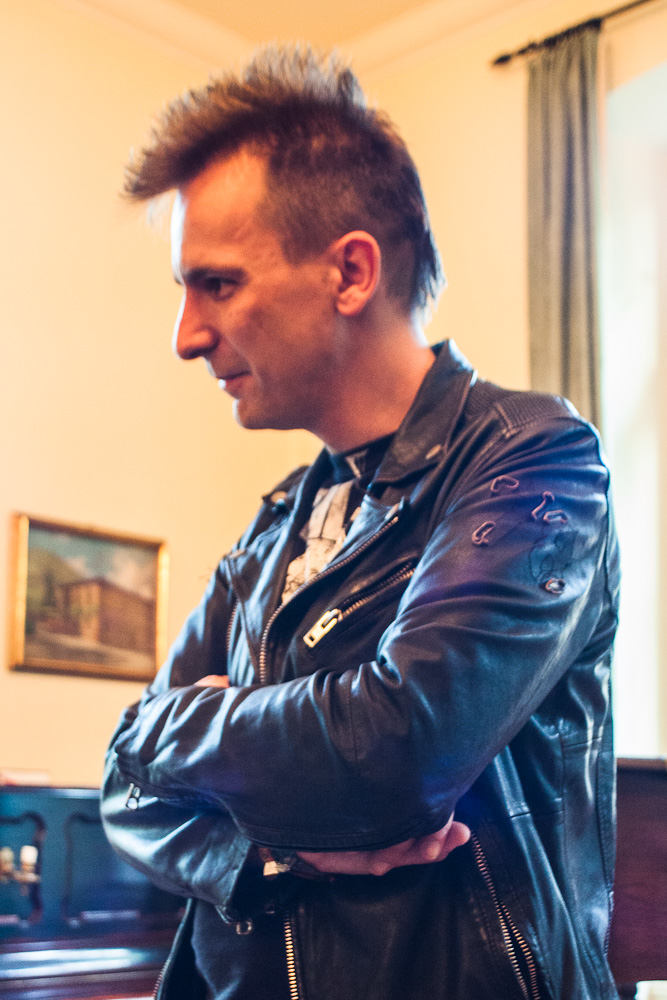
Gerald Hörhan (* 1975)

- Hörhann, Franz (1895–1974), österreichischer Politiker (NSDAP)